# Kuchler (Adelsgeschlecht)

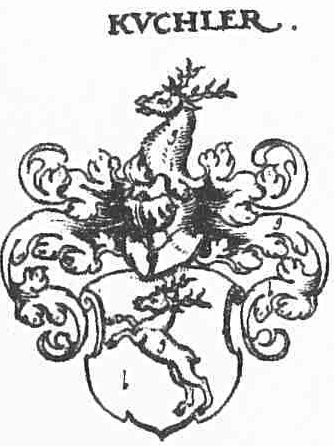
Wappen der Kuchler nach Siebmachers Wappenbuch

Die Kuchler bzw. die Herren von Kuchl sind als eine rittermäßige Familie seit dem 12. Jahrhundert im Erzstift Salzburg und im oberösterreichischen Mattiggau nachweisbar. Die Kuchler hatten im Erzbistum Salzburg hohe Ämter inne, u. a. waren sie Stadtrichter in Salzburg oder auch Burggrafen von Hohenwerfen. 1369 wurden die Kuchler mit dem Amt des Erbmarschalls von Salzburg betraut.

## Burg Kuchl im Salzachtal
In dem namensgebenden Ort Kuchl hatten sie eine Turmburg namens Kuchl inne. Diese dürfte um 1000 datieren, 997 hatte der Kuchler Dienstmann Gezo einen Tauschvertrag mit dem Erzbischof von Salzburg geschlossen, und in Folge entstand hier eine Grafschaft mit Landgericht. Die Herren von Kuchl sind hier namentlich um 1160/70 urkundlich genannt.

## Besitzungen und Ämter im Mattiggau
Auf Hochkuchl bei Lohnsburg am Kobernaußerwald wird der erste weitere feste Sitz der Kuchler vermutet. 1146 wird ein Eppo de Hohenchuchin genannt, 1165 ein Heinrich, 1179 ein Eberhard, 1200 ein nobilis Otto de Hochhuch, 1204 ein Gottschalchus de Chiuchil und 1228 ein Heinricus Chuocheler.  Diese traten als Zeugen bei diversen Grundgeschäften der Klöster Vornbach, Reichersberg und Admont auf. Die Kuchler werden auch als Teilnehmer bei den Turnieren in Köln (1179) und Zürich (1165) genannt. 1403 erhielt Hohenkuchl die Gerichtsbarkeit durch Herzog Heinrich V.
Die Burg Attersee wird 1332 dem Hans Kuchler, Hauptmann zu Salzburg, als Pfand ausgegeben. 1359 schlossen Werner und seine Söhne Ulrich und Heinrich von Schaunburg mit dem Bamberger Bischof Lupold von Bebenburg einen Darlehensvertrag, um Attersee als Pfandherrschaft zu bekommen. Aber 1377 kaufte Herzog Albrecht III. von Österreich die Herrschaft Attersee von Fürstbischof Lamprecht von Brunn.
Auch auf der Burg Kogl im Attergau schien ein Chunrad Kuchler nach 1342 als Besitzer auf. Noch 1363 verweist das Friedburger Urbar auf den Besitz der Kuchler bei Lohnsburg hin. Die Brüder Kontrad III. und Hartneid II. konnten 1377 Burg Friedburg und Mattighofen vom Bistum Bamberg erwerben, welche sie bereits  seit 1358 pfandweise innehatten.

## Besitzungen und Ämter im Hochstift Salzburg
Ende des 13. Jahrhunderts waren unter den Kuchlern hohe Beamte des Erzbistums Salzburg. Konrad II. war Hauptmann während der bayerisch-österreichischen Bauernaufstandes. 1298 wird der Salzburger Vitztum Konrad von Kuchl mit dem Weiherhaus zu Triebenbach belehnt. Dessen Söhne Hartneid und Konrad tauschen 1344 das Pabenlehen und ihren Hof in Teisendorf gegen Triebenbach, das in der Folge freieigener Besitz der Kuchler wurde. Hartneid der Kuchler konnte auch die Belehnung mit der Vogtei über Triebenbach von Erzbischof Ortolf erlangen und erhielt 1355 von diesem die Erlaubnis, auf seinem Besitz zu Triebenbach ein Vesst erbauen zu dürfen. Dies war vermutlich der Anfang der Burg Triebenbach. Hartneid von Kuchl, ein gleichnamiger Sohn oder gar Enkel des 1355 genannten Hartneids, verkaufte 1390 den Besitz an seinen Schwager Wolfhart von Albm.
1305/06 mussten die Staufenecker ihre Burg Staufeneck an Salzburg verkaufen. Sie konnten zwar ein Wohnrecht auf der Burg behalten, die Burg und Herrschaft bekamen aber die Herren von Kuchl als Lehen. 1325 konnten die Herren von Kuchl die Burg vom Erzbischof Friedrich III. erwerben. 1436 fällt die Burg zurück an das Erzbistum Salzburg.
Im Zuge der Niederlage in der Schlacht von Mühldorf (1322), die der Salzburger Erzbischof Friedrich III. auf Seiten Friedrich des Schönen erlitt, musste der Erzbischof hohe Lösegelder an Ludwig dem Bayern zahlen. Ein Teil der Lösegeldsumme musste sich der Erzbischof von Salzburger Adeligen, darunter auch von Kuchlern leihen. Diese wurden im Gegenzug zu den Burggrafen von Hohenwerfen gemacht. Von 1325 stammt die Nachricht, dass Erzbischof Friedrich III. der Witwe Margarete und ihren Söhnen Konrad und Hartneid von Kuchl auch die Veste Golling auf Lebenszeit übergeben musste. Die Rückgabe trat 1375 ein, infolge verschiedener Differenzen konnte aber erst Erzbischof Pilgrim Ende des 14. Jahrhunderts wieder in den Besitz dieser Rechte kommen.
Der Erzbischof verlieh auch den Turm zu Felben bis 1351 an die Kuchler, dann kam er wieder an Heinrich von Velben.
1355 wurde den Kuchlern der Bau einer Burg im Abtsdorfer See durch den Salzburger Erzbischof Ortolph erlaubt, diese blieb aber nur kurz im Besitz dieser Familie und musste dann an Bayern abgegeben werden. Im Ort Kuchl hatten sie einen Turm bei der Kirche inne.
Ein Kuchler, der Burg Obernberg um 1427 verwaltete, führte hier eine Maut ein. Einer der letzten Kuchler dürfte Konrad IV. gewesen sein, der 1436 verstorben ist. Der Besitz der Kuchler ging an die Herren von Albm, die Burg in Kuchl erhielten die Panicher von Volkersdorf.

## Erinnerungen an die Kuchler

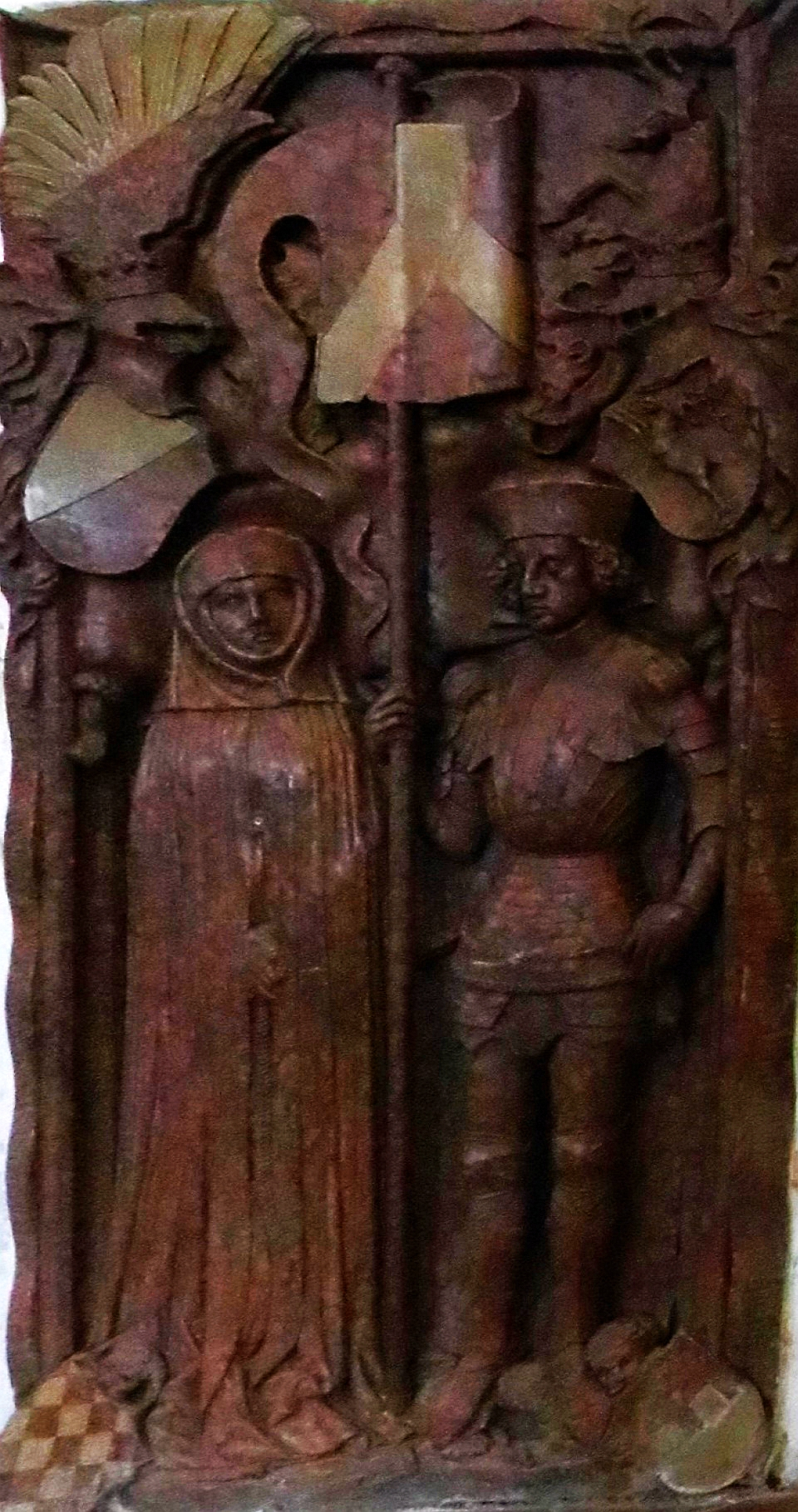
Pfarrkirche Mattighofen: Grabstein des Stifterehepaares Hans Kuchler und Katharina von Kraig

Anfang des 15. Jahrhunderts fassten die Brüder Konrad und Hans Kuchler, Inhaber der Herrschaften Friedburg und Mattighofen, den Entschluss, beim Aussterben des Kuchler'schen Mannesstammes bei ihrer Familiengrablege in Mattighofen ein Kollegiatstift zu errichten. Da Konrad Kuchler wenig später verstarb, wurde der Plan von seinem Bruder Hans und dessen Frau Katharina von Kraig in die Tat umgesetzt. Am 29. November 1438 wurde der Stiftungsbrief unterzeichnet, und das Kollegiatstift Mattighofen besteht mit Unterbrechungen bis heute.
Das Wappen der Kuchler ist ein in Blau auf grünem Boden nach rechts springender Hirsch; es wird heute als Gemeindewappen von Kuchl und Lohnsburg am Kobernaußerwald, sowie in abgewandelter Form (Hirschkopf) von Lengau geführt. Diese Gemeindewappen sind aber in Reminiszenz gewählt, nicht historisch tradiert (Kuchl 1930, Lohnsburg 1969, Lengau 1979).
Zwei rotmarmorne Grabsteine der Kuchler liegen in Kuchl vor dem Bauerngut Doserbauer (Georgenberg 58), von denen einer an den Tod der Diemudis von Kuchl (1299) und der andere an die Herren von Kuchl erinnert.

## Nachweise
1. ↑  Friederike Zaisberger, Walter Schlegel, 1992, S. 171.
2. ↑  Heinz Dopsch, Robert Hoffmann: Salzburg. Die Geschichte einer Stadt. 2. aktualisierte Auflage. Verlag Anton Pustet, Salzburg 2008, ISBN 978-3-7025-0598-1, S. 136.
3. ↑  Friederike Zaisberge, Walter Schlegel, 1992, S. 172.
4. ↑  Chronik – Kuchl besitzt eine reiche Vor- und Frühgeschichte (Memento des Originals vom 19. Juni 2014 im Internet Archive)  Info: Der Archivlink wurde automatisch eingesetzt und noch nicht geprüft. Bitte prüfe Original- und Archivlink gemäß Anleitung und entferne dann diesen Hinweis., Gemeinde Kuchl, kuchl.net.
5. 1 2  Benedikt Pillwein (Hrsg.): Geschichte, Geographie und Statistik des Erzherzogthums Oesterreich ob der Enns und des Herzogthums Salzburg. Mit einem Register, welches zugleich das topographische und genealogische Lexikon ist und der Kreiskarte versehen. Geographisch-historisch-statistisches Detail nach Distrikts-Kommissariaten. 1. Auflage. Fünfter Theil: Der Salzburgerkreis. Joh. Christ. Quandt, Linz 1839, Kuchl, S. 229 f. (Google eBook – Faks. Druckhaus Nonntal, Salzburg 1983). 2. Auflage 1843 (Google Book)

Pillwein weist darauf hin, dass das Erlöschensdatum 1436 nicht stimmen kann, da ein Konrad Kuchler 1438 auf Schloss Obernberg aufscheint.
6. ↑  Schloss Staufeneck, auf Burgenwelt.de
7. ↑  Johann Siebmachers Wappen-Buch. Band 28: Die Wappen des Adels in Salzburg, Steiermark und Tirol. Faksimile-Nachdruck der Ausgabe Nürnberg 1701–1806. Battenberg, München, S. ?.